# Мартін-дель-Ріо
Мартін-дель-Ріо (ісп. Martín del Río) — муніципалітет в Іспанії, у складі автономної спільноти Арагон, у провінції Теруель. Населення — 469 осіб (2010).
Муніципалітет розташований на відстані близько 240 км на схід від Мадрида, 60 км на північ від міста Теруель.
На території муніципалітету розташовані такі населені пункти: (дані про населення за 2010 рік)
- Мартін-дель-Ріо: 468 осіб
- Ла-Рамбла-де-Мартін: 1 особа

## Демографія
Динаміка населення (INE ):